# 尤爾根·史托克
尤爾根·史托克（1959年10月4日—）是德國執法人員和學者，並自2014年7月7日擔任国际刑警组织秘書長。

## 生平
1959年10月4日，史托克在德國韦茨拉尔出生 。1978年加入黑森的刑警組織，並擔任警官直至1992年。1992年至1996年期间，他到吉森大学鑽研犯罪學。1996年成為律師，其後進入联邦刑事调查局，成为經濟犯罪部副部长 。1998年，斯特科成为萨克森-安哈尔特警察应用科學大學校長。
2000年，史托克返回联邦刑事调查局，領導執法教育及訓練學院。2004年成为联邦刑事调查局副局長。
史托克也是吉森大学的法律和犯罪學榮譽教授。

## 国际刑警组织
2005年起，史托克在国际刑警组织內工作。2007年和2010年期間擔任组织歐洲分部主席。2014年11月7日國際刑警舉行大會，史托克接替諾朗奴（英語：Ronald Noble）成為新一任秘書長，即時生效，任期五年。